# CBS Sports Network
CBS Sports Network é um canal de televisão por assinatura estadunidense voltado à cobertura desportiva pertencente à Paramount Global através da sua divisão CBS Entertainment Group. Quando foi lançada em 2002 como National College Sports Network (mais tarde College Sports Television, também conhecida como CSTV), operava como uma marca de mídia multiplataforma que também incluía seu site principal, collegesports.com, e uma rede de sites operados para departamentos atléticos de 215 faculdades e universidades.
Depois que a CSTV foi adquirida pela CBS em 2006, foi renomeada como CBS College Sports Network em 2008. O canal inicialmente manteve seu foco em esportes universitários, mas em fevereiro de 2011, foi renomeado como CBS Sports Network para reposicioná-lo como um serviço esportivo convencional. O canal continua a ter um foco particular nos esportes universitários, juntamente com a cobertura de ligas e eventos menores, transmissões simultâneas de programas de rádio esportivos da CBS Sports Radio e da WFAN da Entercom, bem como programas de comentários e análises sobre esportes gravados em estúdio.
Em maio de 2015, a CBS Sports Network estava disponível para aproximadamente 61 milhões de lares de televisão paga (66,1% dos lares com televisão por assinatura) nos Estados Unidos.

## História
As raízes da rede começaram em 1999, quando Chris Bevilacqua se aproximou dos cofundadores da Classic Sports Network, Brian Bedol e Stephen D. Greenberg – na época, administrando a Fusient Media Ventures, uma empresa de esportes e mídia – com a ideia de um canal de TV por assinatura com esportes universitários 24 horas por dia. Sob a liderança de Bedol como CEO, o canal foi originalmente nomeado National College Sports Network em junho de 2002, foi posteriormente renomeado para College Sports Television (CSTV) e lançado em 23 de fevereiro de 2003. De sua sede e operações de estúdio em Chelsea Piers na cidade de Nova Iorque, CSTV foi o primeiro canal independente de televisão paga a ser distribuído em todo o país, tendo sido veiculado pela operadora DirecTV no lançamento. 
Em novembro de 2005, a College Sports Television foi comprada pela Viacom por US$ 325 milhões. A CBS Corporation, então sucessora legal da Viacom, assumiu o controle do canal em janeiro de 2006. Em 3 de janeiro de 2008, foi anunciado que a CSTV seria integrada à CBS Sports, com o vice-presidente executivo e produtor executivo da divisão de esportes, Tony Petitti, assumindo gerenciamento operacional diário da CSTV, que seria supervisionado pelo presidente da CBS News and Sports, Sean McManus. O cofundador da CSTV, Brian Bedol, se tornaria um conselheiro sênior do presidente e CEO da CBS Corporation, Leslie Moonves. Petitti deixou a CBS para assumir o mesmo papel na MLB Network.
No outono de 2006, a CSTV lançou mais de 100 canais de banda larga dedicados a esportes universitários, que apresentam mais de 10.000 eventos ao vivo. O serviço de assinatura/pay-per-view, chamado CBS College Sports XXL, e seu portfólio de canais de banda larga em seu pacote All-Access, incluem cobertura de Notre Dame, sul da Califórnia, Kansas, estado de Ohio e Carolina do Norte.
Em 12 de fevereiro de 2008, a CBS Corporation anunciou que, como parte da integração contínua da CSTV na CBS Sports, a rede seria renomeada para CBS College Sports Network em 16 de março, coincidindo com o início da cobertura da CBS do torneio de basquete da NCAA. Os programas de estúdio mudaram da sede original do Chelsea Piers para o CBS Broadcast Center na West 57th Street em 2012. Como parte do relançamento, a rede adicionou um novo programa de notícias, College Sports Tonight. Esse programa foi cancelado em 2010, no entanto, outros shows de estúdio, incluindo Inside College Football e Inside College Basketball, ainda se originam da sede em Chelsea Piers.
Em 15 de fevereiro de 2011, a CBS anunciou que a rede seria relançada como CBS Sports Network em 4 de abril, coincidindo com o final do torneio de basquete da NCAA de 2011, para refletir uma expansão na programação de esportes não universitários.